# Lapa
Lapa este un oraș în Paraná (PR), Brazilia.